# Starcraft (datorspelsserie)
Starcraftserien är en dator- och TV-spelsserie bestående av science fiction-spel. Serien har funnits sedan 1998.

## Spel

### Huvudserien
| Titel                          | Släppår    |
| ------------------------------ | ---------- |
| Starcraft                      | 1998       |
| Starcraft: Ghost               | ej utgivet |
| Starcraft II: Wings of Liberty | 2010       |

### Expansionspaket
| Titel                            | Släppår |
| -------------------------------- | ------- |
| Starcraft: Brood War             | 1998    |
| Starcraft II: Heart of the Swarm | 2013    |
| Starcraft II: Legacy of the Void | 2015    |